# São Mamede (Batalha)
São Mamede é uma vila portuguesa sede da Freguesia de São Mamede do Município de Batalha, freguesia com 41,77 km² de área e 3385 habitantes (censo de 2021), tendo, assim, uma densidade populacional de 81 hab./km².
A principal povoação da freguesia e que lhe deu o nome, São Mamede, foi elevada à categoria de vila em 1 de julho de 2003.

## Demografia
A população registada nos censos foi:
| Distribuição da População por Grupos Etários | Distribuição da População por Grupos Etários | Distribuição da População por Grupos Etários | Distribuição da População por Grupos Etários | Distribuição da População por Grupos Etários |
| -------------------------------------------- | -------------------------------------------- | -------------------------------------------- | -------------------------------------------- | -------------------------------------------- |
| Ano                                          | 0-14 Anos                                    | 15-24 Anos                                   | 25-64 Anos                                   | > 65 Anos                                    |
| 2001                                         | 569                                          | 503                                          | 1756                                         | 685                                          |
| 2011                                         | 526                                          | 366                                          | 1908                                         | 760                                          |
| 2021                                         | 464                                          | 326                                          | 1739                                         | 856                                          |

## Turismo
Nesta freguesia encontam-se pontos de interesse turístico notáveis como as Grutas da Moeda e a Aldeia da Pia do Urso.

## Património
- Capela de Santo António
- Ecoparque Sensorial da Pia do Urso
- Grutas da Moeda

Anualmente é organizado pelo Atlético Clube de São Mamede, no último domingo de março (exceto quando o último domingo de março é o dia de Páscoa) uma das mais antigas provas de corrida em trilhos (trail) existentes em Portugal, os Trilhos do Pastor, cuja primeira edição ocorreu no dia 29 de março de 2009.